# Димитренко, Александр Викторович
Алекса́ндр Димитре́нко (укр. Олександр Димитренко, род. 5 июля 1982 года, Евпатория, Крымская область, УССР, СССР) — немецкий боксёр-профессионал украинского происхождения, выступающий в тяжёлой весовой категории. Чемпион Европы в тяжёлом весе по версии EBU (2010—2011), чемпион по версии IBF International (2017—2018.).

## Биография
Родился в многодетной семье, тренировался в юношеские годы в г. Евпатория у Кривенко Павла Ивановича, в 1998 году переехал в Харьков и в декабре того же года стал победителем первенства Украины среди молодёжи. На чемпионате мира по боксу среди юниоров в Венгрии в 2000 году выступал в составе сборной России. Провёл четыре боя и все четыре выиграл в виду явного преимущества. В первом бою нокаутировал представителя Украины. В мае 2001 года стал обладателем кубка России и в том же году перешёл в профессиональный бокс в клуб Universum. В 2010 году поменял гражданство на немецкое, на данный момент является гражданином Германии.

## Профессиональная карьера
Дебютировал на профессиональном ринге в декабре 2001 года.
В 15 бою победил Джулиуса Фрэнсиса.
В следующем бою победил известного американского джорнимена, Росса Пьюрити.
В марте 2005 года вышел на первый титульный поединок, против американца Криса Коваля (20-1). Победил его по очкам в 10-раундовом бою, и завоевал титул IBF Youth.
28 сентября 2005 года победил Вона Бина
17 марта 2007 года победил Дэнни Батчелдера

#### Бой с Тимо Хоффманном
В 2007 году нокаутировал немца Тимо Хоффманна.

#### Бой с Дерриком Росси
В мае 2008 года техническим нокаутом победил американца, Деррика Росси.

#### Бой с Луаном Красничи
В ноябре 2008 года отправил в чистый нокаут Луана Красничи.

#### Претендентский бой с Эдди Чемберсом
Вышел на ринг в элиминаторе WBO с американцем Эдди Чемберсом, и проиграл по очкам решением большинства судей.
После первого поражения, Дмитренко год не выходил на ринг.

#### Бой с Ярославом Заворотним
31 июля 2010 года встретился с украинцем, Ярославом Заворотним, в бою за вакантный титул чемпиона Европы по версии EBU. Дмитренко победил, и стал чемпионом.

#### Бой с Альбертом Сосновским
В марте 2011 защитил титул в бою против поляка Альберта Сосновского, нокаутом в 12-м раунде.

#### Бой с Майклом Спроттом
В конце года защитил титул второй раз против англичанина Майкла Спротта. После этого, Дмитренко получил травму, и был вынужден отказаться от титула.

#### Бой с Кубратом Пулевым
В Эрфурте состоялся бой за вакантный титул чемпиона Европы. Роберт Хелениус из-за травмы в бою с Дереком Чисорой, вынужден был отказаться от титула, и EBU обязала провести бой Кубрата Пулева против бывшего обладателя этого титула Александра Дмитренко. Фаворитом считался болгарский боксёр, который и показал в бою более уверенную технику защиты и нападения, хотя в первых раундах атаки Дмитренко смотрелись более зрелищно. Но гематома над правым глазом у Дмитренко полученная ещё в первой половине боя, и общая усталость очень сильно сказались к концу поединка, и в 11-м раунде после не очень сильного джеба, Дмитренко рухнул на канвас, сумел подняться на колени, но до окончания отсчёта рефери так и не встал. Пулев победил нокаутом. Это стало первым досрочным поражением в профессиональной карьере Димитренко.
Более полугода не выходил на ринг, затем разорвал контракт с гамбургским «Universum» и стал свободным агентом.
В конце декабря 2012 года победил по очкам серба Самира Куртагича (10-3), в этом поединке Димитренко побывал в нокдауне.
9 марта 2013 года победил в тяжёлом бою хорватского джорнимена Ивицу Перковича, и так же был в нокдауне в середине боя.

#### Бой с Джозефом Паркером
1 октября 2016 года состоялся бой Димитренко с известным новозеландским проспектом Джозефом Паркером, в котором разыгрывался второстепенный региональный титул WBO Oriental. Паркер полностью контролировал ход боя, отправив Димитренко двойкой в нокдаун в первом раунде, а затем дважды во втором. В третьем раунде Димитренко опустился на колено в клинче, и в этот момент Паркер нанёс удар с правой по корпусу, после чего Димитренко упал на настил, показывая, что испытывает от удара сильную боль. Спустя несколько секунд рефери остановил бой, зафиксировав победу Паркера нокаутом. На момент остановки поединка Паркер лидировал на всех трёх судейских карточках со счётом 20-15. Димитренко пролежал на настиле несколько минут. Позже он выразил несогласие с результатом и намерение подать апелляцию на исход боя, поскольку, по его мнению, Паркер нарушил правила, нанеся удар когда он стоял на колене. Впрочем, некоторые СМИ как и представитель WBO выразили сомнения в правдоподобности боли Димитренко, полагая, что тот просто не хотел продолжать бой и надеялся на дисквалификацию соперника.

#### Бой с Адрианом Гранатом
18 марта 2017 года в бою за титул IBF International встретился с высокорослым (202 см) непобеждённым шведским проспектом Андрианом Гранатом, имевшим в активе 14 побед, 13 из которых одержаны нокаутом. Димитренко несколько нервно начал бой, но в начале раунда смог зацепить соперника левым хуком, после чего стал действовать увереннее. Гранат постоянно наступал и в итоге пропустил мощный встречный удар справа, после которого оказался на настиле ринга. Он смог встать до окончания отсчёта, но Димитренко тут же бросился на соперника и нанёс ещё несколько мощных ударов, отправив его во второй нокдаун. Видя явную неспособность шведа продолжать, рефери остановил бой, зафиксировав победу Димитренко нокаутом.

## Результаты боёв
| Бой | Дата             | Противник           | Рекорд      | Место проведения                     | Результат    | Описание |
| --- | ---------------- | ------------------- | ----------- | ------------------------------------ | ------------ | --- |
| 47  | 13 июля 2019     | Тони Йока           | 5-0, 4      | Azur Arena, Антиб, Франция           | (10)         | |
| 46  | 20 апреля 2019   | Энди Руис           | 31-1, 20    | Карсон, Калифорния, США              | L RTD 5 (10) | |
| 45  | 18 августа 2018  | Брайант Дженнингс   | 23-2, 13    | Атлантик-Сити, Нью-Джерси, США       | L TKO 9 (12) | Утратил титул чемпиона по версии IBF International. Бой за вакантный титул WBO NABO.                                  |
| 44  | 22 декабря 2017  | Мильян Ровчанин     | 18-0, 12    | Гамбург, Германия                    | W DQ 10 (10) | Счёт: 96-90, 92-94, 93-93. Сначала была зафиксирована ничья, но после апелляции Димитренко результат был пересмотрен. |
| 43  | 18 марта 2017    | Адриан Гранат       | 14-0, 13    | Мальмё, Швеция                       | W KO 1(12)   | Завоевал титул чемпиона по версии IBF International.                                                                  |
| 42  | 15 февраля 2017  | Милош Доведан       | 2-28, 2     | Гамбург, Германия                    | W KO 2(4)    | |
| 41  | 1 октября 2016   | Джозеф Паркер       | 20-0, 17    | Манукау-Сити, Окленд, Новая Зеландия | L KO 3 (12)  | |
| 40  | 16 января 2016   | Драцан Жанжанин     | 10-4-0, 9   | Мюнхен, Германия                     | W UD 8(8)    | |
| 39  | 24 ноября 2015   | Милош Доведан       | 2-18-0, 2   | Гамбург, Германия                    | W KO 2(10)   | |
| 38  | 11 июля 2015     | Золтан Чала         | 8-2-0, 6    | Магдебург, Германия                  | W TKO 2(8)   | |
| 37  | 30 мая 2015      | Патрик Ковол        | 13-13-0, 2  | Гамбург, Германия                    | W TKO 1(6)   | |
| 36  | 9 марта 2013     | Ивица Перкович      | 19-18-0, 14 | Гамбург, Германия                    | W UD 8(8)    | |
| 35  | 21 декабря 2012  | Самир Куртагич      | 11-3-0, 8   | Усти-над-Лабем, Чехия                | W UD 8(8)    | |
| 34  | 5 мая 2012       | Кубрат Пулев        | 15-0-0, 7   | Эрфурт, Германия                     | L KO 11(12)  | Бой за вакантный пояс чемпиона Европы EBU.                                                                            |
| 33  | 24 сентября 2011 | Майкл Спротт        | 36-16-0, 17 | Гамбург, Германия                    | W UD 12(12)  | Бой за титул чемпиона Европы EBU, 2-я защита Дмитренко.                                                               |
| 32  | 26 марта 2011    | Альберт Сосновский  | 46-3-1, 28  | Гамбург, Германия                    | W KO 12(12)  | Бой за титул чемпиона Европы EBU, 1-я защита Дмитренко.                                                               |
| 31  | 31 июля 2010     | Ярослав Заворотний  | 14-4-0, 12  | Германия, Гамбург                    | W TKO 5(12)  | Бой за вакантный пояс чемпиона Европы EBU.                                                                            |
| 30  | 4 июня 2009      | Эдди Чэмберс        | 34-1-0, 18  | Германия, Гамбург                    | L MD 12(12)  | Элиминатор WBO. |
| 29  | 15 ноября 2008   | Луан Красничи       | 30-3-1, 14  | Германия, Дюссельдорф                | W KO 3(12)   | Пояс интерконтинентального чемпиона WBO, 7-я защита Дмитренко.                                                        |
| 28  | 3 мая 2008       | Деррик Росси        | 18-1-0, 10  | Германия, Штутгарт                   | W TKO 5(12)  | Пояс интерконтинентального чемпиона WBO, 6-я защита Дмитренко.                                                        |
| 27  | 17 ноября 2007   | Тимо Хоффман        | 36-5-1, 20  | Германия, Магдебург                  | W TKO 12(12) | Пояс интерконтинентального чемпиона WBO, 5-я защита Дмитренко.                                                        |
| 26  | 14 июля 2007     | Малькольм Танн      | 23-3-0, 12  | Германия, Гамбург                    | W TKO 5(12)  | Пояс интерконтинентального чемпиона WBO, 4-я защита Дмитренко.                                                        |
| 25  | 17 марта 2007    | Дэнни Батчелдер     | 25-3-1, 12  | Германия, Штутгарт                   | W TKO 7(10)  | |
| 24  | 18 ноября 2006   | Билли Зумбрун       | 20-7-1, 11  | Германия, Дюссельдорф                | W UD 12(12)  | Пояс интерконтинентального чемпиона WBO, 3-я защита Дмитренко.                                                        |
| 23  | 28 октября 2006  | Гонсало Омар Базиль | 25-1-0, 12  | Германия, Штутгарт                   | W TKO 1(12)  | Пояс интерконтинентального чемпиона WBO, 2-я защита Дмитренко.                                                        |
| 22  | 29 июля 2006     | Чад Ван Сайкл       | 21-3-3, 12  | Германия, Оберхаузен                 | W TKO 2(12)  | Пояс интерконтинентального чемпиона WBO, 1-я защита Дмитренко.                                                        |
| 21  | 8 апреля 2006    | Фернели Фелиз       | 22-6-0, 15  | Германия, Киль                       | W UD 12(12)  | Вакантный пояс интерконтинентального чемпиона WBO.                                                                    |
| 20  | 28 сентября 2005 | Вон Бин             | 45-5-0, 34  | Германия, Гамбург                    | W UD 10(10)  | |
| 19  | 2 июля 2005      | Андреас Сидон       | 25-5-0, 19  | Германия, Гамбург                    | W TKO 2(12)  | Вакантный пояс интерконтинентального чемпиона WBO, вакантный пояс интерконтинентального чемпиона IBF.                 |
| 18  | 5 марта 2005     | Крис Ковал          | 20-1-0, 16  | Германия, Леверкузен                 | W UD 10(10)  | Вакантный пояс интерконтинентального чемпиона IBF. Дмитренко был в нокдауне во 2-м раунде.                            |
| 17  | 6 ноября 2004    | Росс Пьюрити        | 30-17-3, 27 | Германия, Риза                       | W UD 8(8)    | |
| 16  | 18 сентября 2004 | Энди Сэмпл          | 32-7-2, 21  | Германия, Леверкузен                 | W TKO 2(8)   | |
| 15  | 31 июля 2004     | Джулиус Фрэнсис     | 23-17-1,12  | Германия, Штутгарт                   | W UD 8(8)    | |